# Робонавт

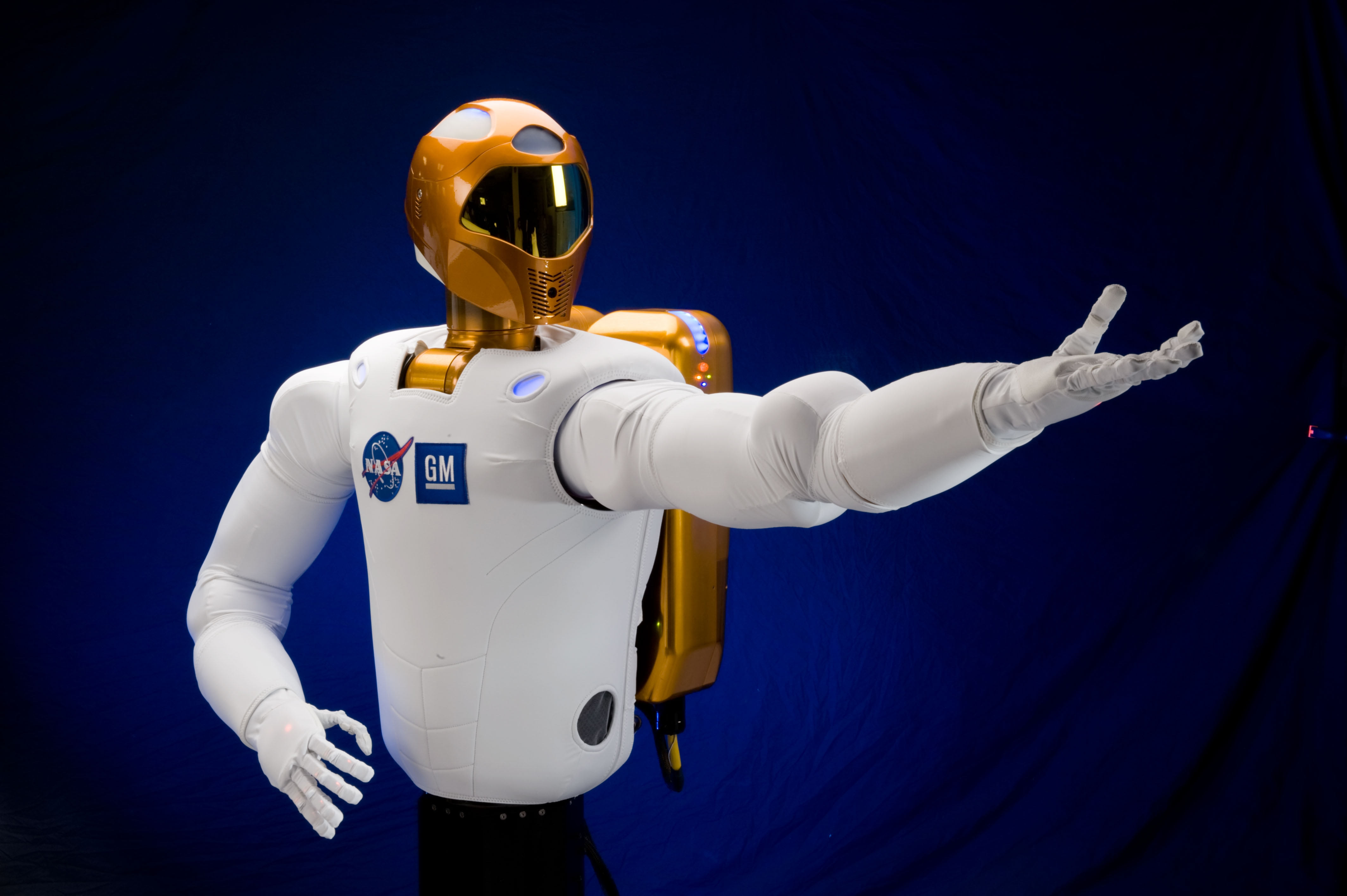
Робонавт-2.

Робонавт (англ. Robonaut) — людиноподібний робот, що розробляється NASA і General Motors.

## Призначення
На МКС робот буде допомагати астронавтам в їх повсякденній роботі як всередині, так і зовні станції.

## Перші розробки
Перші моделі (R1A і R1B) були розроблені ще в 1996 році NASA і DARPA.

## Робонавт-2 (R2)

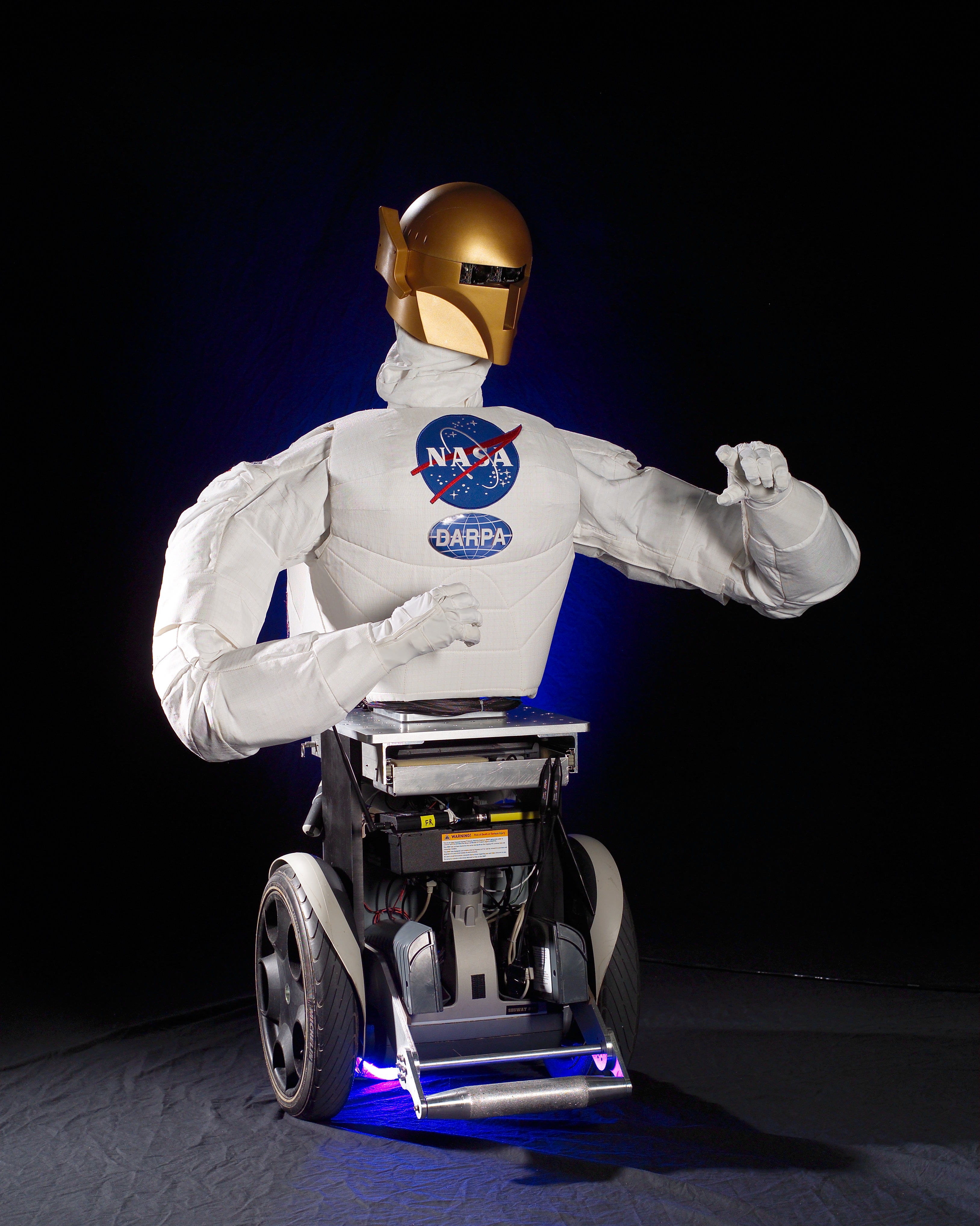
Робонавт R2. Грудень 2003

Робот являє собою безногу людиноподібну фігуру, голова якої пофарбована золотою фарбою, а торс — білою. На руках у Робонавта по п'ять пальців з суглобами на зразок людських. Машина вміє писати, захоплювати і складати предмети, тримати важкі речі, наприклад, гантель вагою 9 кг. Вага робота 137 
На МКС вже є один великий робот — канадський «Декстр». Він працює у відкритому космосі і виконує різні завдання з транспортування та ремонту завдяки двом довгим механізованим рукам .
Робонавт-2 відправиться на МКС у грудні 2010 на борту шатла Discovery (STS-133) і стане працювати на станції у модулі «Дестіні» на постійній основі.

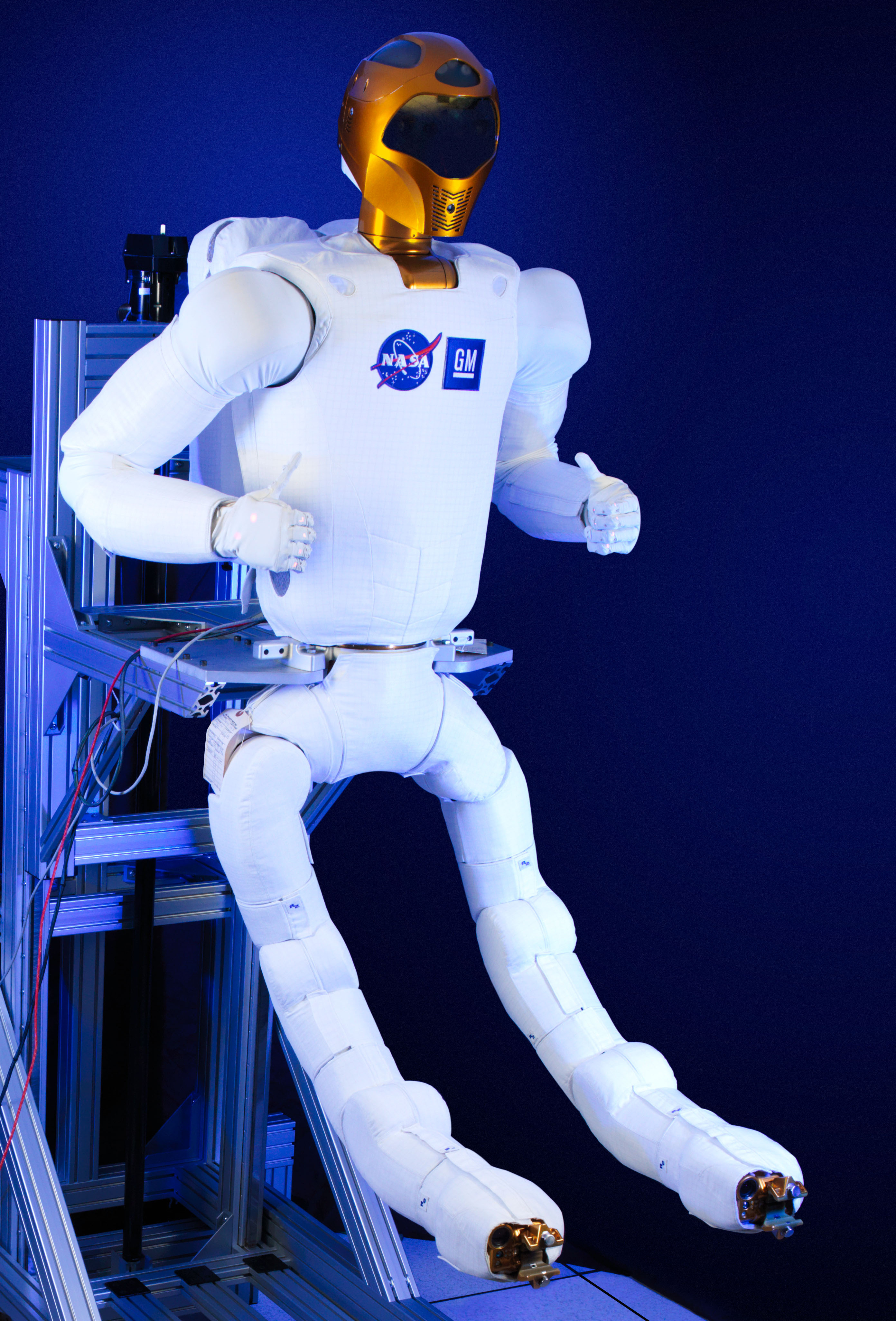
Робот із нижніми кінцівками

Мета запуску робота — перевірка його функціонування в умовах невагомості, вивчення впливу на його роботу космічного і електромагнітного випромінювання.
На МКС роботу прилаштували нижні кінцівки, які більш схожі на руки, ніж на ноги. Ними він чіплявся за поручні, пересуваючись станцією. Але нормальну його роботу не вдалося налагодити, тому у квітні 2018 року його відправлять на Землю вантажним космічним кораблем Dragon.

## Project M
Подальший розвиток проекту «Робонавт» передбачає висадження робота на поверхню Місяця. За допомогою нього вчені будуть віддалено «ходити» по поверхні, вивчати місячний ґрунт, налаштовувати обладнання.
NASA планує запустити робота на Місяць в 2013—2014 роках. Такий проект буде набагато економнішим, ніж відправка на Місяць людини .